# Harry Hadden-Paton
Harry Frederick Gerard Hadden-Paton (Londra, 10 aprile 1981) è un attore britannico, attivo in campo teatrale, televisivo e cinematografico.

## Biografia
Figlioccio di Sarah Ferguson, Hadden-Paton ha studiato all'Eton College, all'Università di Durham e alla London Academy of Music and Dramatic Art. Nel 2007 vinse l'Ian Charleson Award per le sue interpretazioni in Romeo e Giulietta e L'importanza di chiamarsi Ernesto, mentre nel 2010 recita nell'acclamata pièce Posh al Royal Court Theatre e nel 2011 nel revival di The Pride ai Trafalgar Studios. Nel 2018 debutta a Broadway nella produzione del Lincoln Center del musical My Fair Lady diretto da Bartlett Sher e per la sua interpretazione viene candidato al Tony Award al miglior attore protagonista in un musical.
In campo televisivo è noto soprattutto per aver interpretato Martin Charteris, barone Charteris di Amisfield in The Crown.
È sposato con l'attrice Rebecca Night, sua collega nell'Ernesto, e la coppia ha una figlia.

## Filmografia

### Attore

#### Cinema
- La Vie en rose (La Môme), regia di Olivier Dahan (2007)
- In the Loop, regia di Armando Iannucci (2009)
- Il profondo mare azzurro (The Deep Blue Sea), regia di Terence Davies (2011)
- Questione di tempo (About Time), regia di Richard Curtis (2013)
- Downton Abbey, regia di Michael Engler (2019)
- Downton Abbey II - Una nuova era (Downton Abbey II: A New Era), regia di Simon Curtis (2022)
- Twisters, regia di Lee Isaac Chung (2024)

#### Televisione
- Waking the Dead – serie TV, 2 episodi (2008)
- The Hollow Crown – serie TV, 1 episodio (2012)
- L'ispettore Barnaby (Midsomer Murders) – serie TV, episodio 15x03 (2012)
- Grantchester – serie TV, episodio 1x02 (2014)
- Downton Abbey – serie TV, 7 episodi (2014-2015)
- Il commissario Wallander (Wallander) – serie TV, 2 episodi (2015)
- The Crown – serie TV, 11 episodi (2016-2017)
- Versailles – serie TV, 10 episodi (2017)
- The Blacklist – serie TV, episodio 10x13 (2023)
- Industry – serie TV, episodi 3x07-3x08 (2024)

### Doppiatore

#### Videogiochi
- Dragon Age: Inquisition (2014)
- Final Fantasy XIV: Heavensward (2015)
- Vampyr (2018)
- Marvel's Avengers (2020)
- Dragon Age: The Veilguard (2024)

## Teatro (parziale)
- Romeo e Giulietta di William Shakespeare. Battersea Arts Centre di Londra (2007)
- L'importanza di chiamarsi Ernesto di Oscar Wilde. Vaudeville Theatre di Londra (2008)
- I rivali di Richard Brinsley Sheridan. Southwark Playhouse di Londra (2010)
- Posh di Laura Wade. Royal Court Theatre di Londra (2010)
- Il principe di Homburg di Heinrich von Kleist. Donmar Warehouse di Londra (2010)
- Ella si umilia per vincere di Oliver Goldsmith. National Theatre di Londra (2012)
- The Pride di Alexi Kaye Campbell. Trafalgar Studios di Londra (2013)
- My Fair Lady di Alan Jay Lerner e Frederick Loewe. Lincoln Center di Broadway (2018), London Coliseum di Londra (2022)
- Il discorso del re dal film di Tom Hooper. Chicago Shakespeare Theater di Chicago (2019)
- Here We Are di Stephen Sondheim e David Ives. National Theatre di Londra (2025)

## Doppiatori italiani
Nelle versioni in italiano delle opere in cui ha recitato, Harry Hadden-Paton è stato doppiato da:
- Alessandro Budroni in Downton Abbey, Dowton Abbey (film), Downton Abbey II - Una nuova era
- Stefano Billi ne Il profondo mare azzurro
- Guido Di Naccio in Questione di tempo
- Patrizio Prata in The Crown
- Alessio Cigliano in Versailles
- Marco Baroni in Twisters